# Мигдаль
Мигда́ль (як Amygdalus communis), слива солодка (як Prunus dulcis), мигдаль звичайний (як Amygdalus communis) — кущ або невелике дерево роду слив (Prunus), часто класифікується до підроду мигдаль (Amygdalus). Також термін «мигдаль» стосується плодів (кістянок з сухим оплоднем, що містять їстівну насінину) чи самих насінин цих рослин, заради яких вони культивуються.

## Назва
- Мигдаль (від грец. ἀμυγδαλή, a-mygdalē[3])
- Бадам (перс. bādām, «мигдаль») — назва мигдалю у країнах Центральної, Південної та Південно-Східної Азії: Азербайджані, Афганістані, Індонезії, Ірані, Казахстані, Малайзії, Пакистані.
  - Бадама (badāma; з перської) — назва мигдалю в Індії: гудж. બદામ; гінді बादाम,
  - Бадем (тур. badem; з перської) — назва мигдалю у тюркських країнах і країнах, що зазнали впливу Османів: Болгарії, Боснії, Македонії, Сербії, Татарстані, Туреччині, Хорватії.
  - Бадан (bādàn; з перської) — китайське слово-запозичення для позначення мигдаля

кит. трад. 巴旦木, спр. 八担木, піньїнь: bādàn-mù, акад. бадан-му, «мигдаль (дерево)»
кит. трад. 巴旦杏, спр. 八担杏, піньїнь: bādàn-xìng, акад. бадан-шінг, «мигдаль (плід)»

## Ботанічний опис

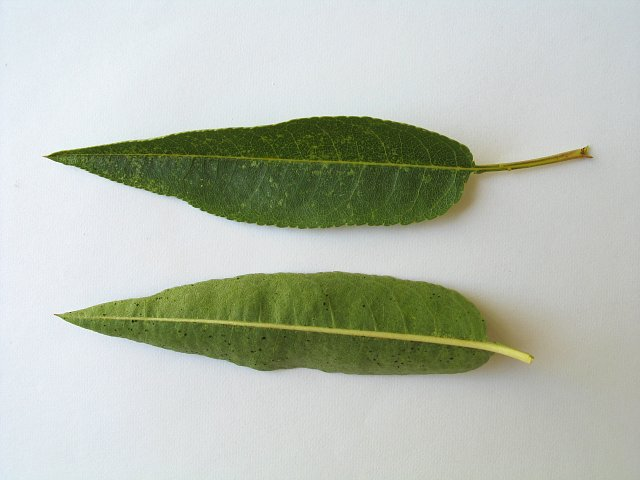
Листя мигдалю

Мигдаль росте на кам'янистих і щебенистих схилах на висоті від 800 до 1600 м над рівнем моря, надає перевагу багатим на кальцій ґрунтам. Росте невеликими групами з 3—4 дерев, що ростуть одне від одного на відстані 5—7 метрів. Дуже світлолюбний, вельми посухостійкий завдяки добре розвиненій кореневій системі і економній транспірації.
Квітне в березні-квітні, місцями навіть в лютому, плоди визрівають в червні-липні. Починає плодоносити з 4—5 років і плодоношення продовжується до 30—50 років, живе до 130 років. Розмножується насінням, кореневими пагонами і пневою порослю. Переносить морози до −25°с, але з початком вегетації страждає від весняних заморозків.
Мигдаль росте як кущ або дерево з червонуватими гілочками. У висоту досягає 3 — 8 м, з ланцетовим листям. Подібний до черешні.
Квітки складаються із злитої чашечки та рожевого або червоного віночка. Квітки одиничні, з діаметром до 2,5 см, з білими або світло-рожевими пелюстками і одною маточкою.
Плід — шкіряста, вкрита волосинками кістянка, що розтріскується при дозріванні. Його поверхня гладка або зморшкувата. Кісточка такої ж форми, як і сам плід, покрита дрібними ямками, іноді з борозенками, 2,5—3 см завдовжки.
Плід має подовгасту стиснуту з боків форму, великий (завдовжки до 69 мм) і дрібний (завдовжки до 30 мм); буває як з товстою, так і з тонкою шкаралупою. Дуже добрий на смак, має слабкий аромат.

## Поширення

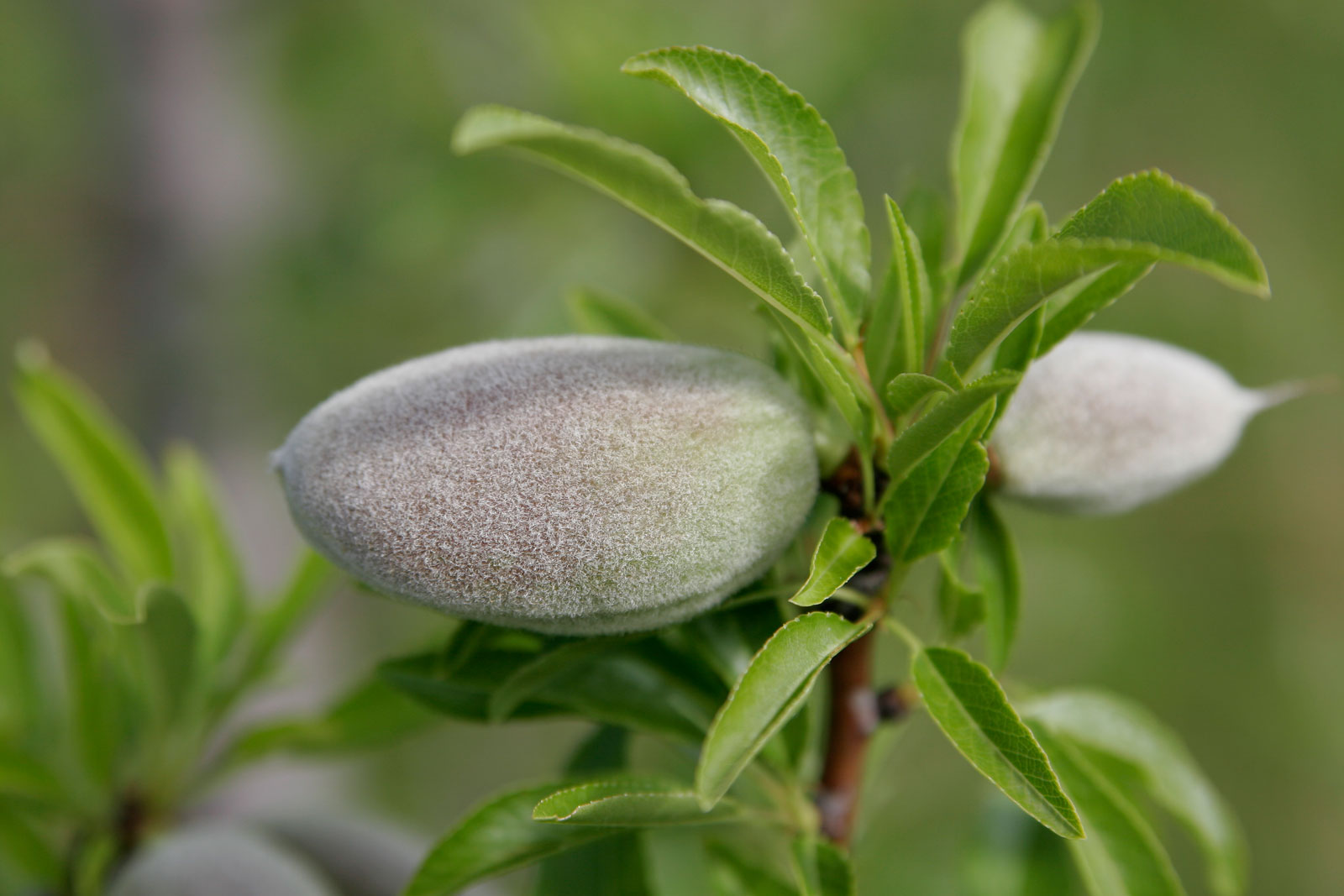
Плоди мигдалю

Плоди дикого мигдалю були отруйними, оскільки містили амігдалін — речовину, що має ціаніди (отруту) у своєму складі. У ході первісного збиральництва людиною були відібрані та вирощені дерева-мутанти, плоди яких не містили отрути.
Батьківщина рослини — Близький Схід і прилеглі райони, включаючи Середземномор'я та Центральну Азію. У цих районах культивування мигдалю почалося за багато сторіч до нашої ери. Нині найбільші насадження мигдалю знаходяться в області Середземномор'я, Китаї, США, Центральній Азії, Криму та на Кавказі. 82 % усього мигдалю у світі походить з американського штату Каліфорнія, де він є ключовим складником експорту сільськогосподарської продукції.
Серед інших експортерів мигдалю — Австралія (близько 5 % світових врожаїв) і ЄС (в основному Іспанія, 6 %)
В меншій мірі мигдаль вирощується також утеплих областях Словаччини, найчастіше на виноградниках, а також в Південній Моравії та Чехії в околицях Літомержице.
В Україні солодкий культурний мигдаль вирощується переважно в Криму.

## Плоди

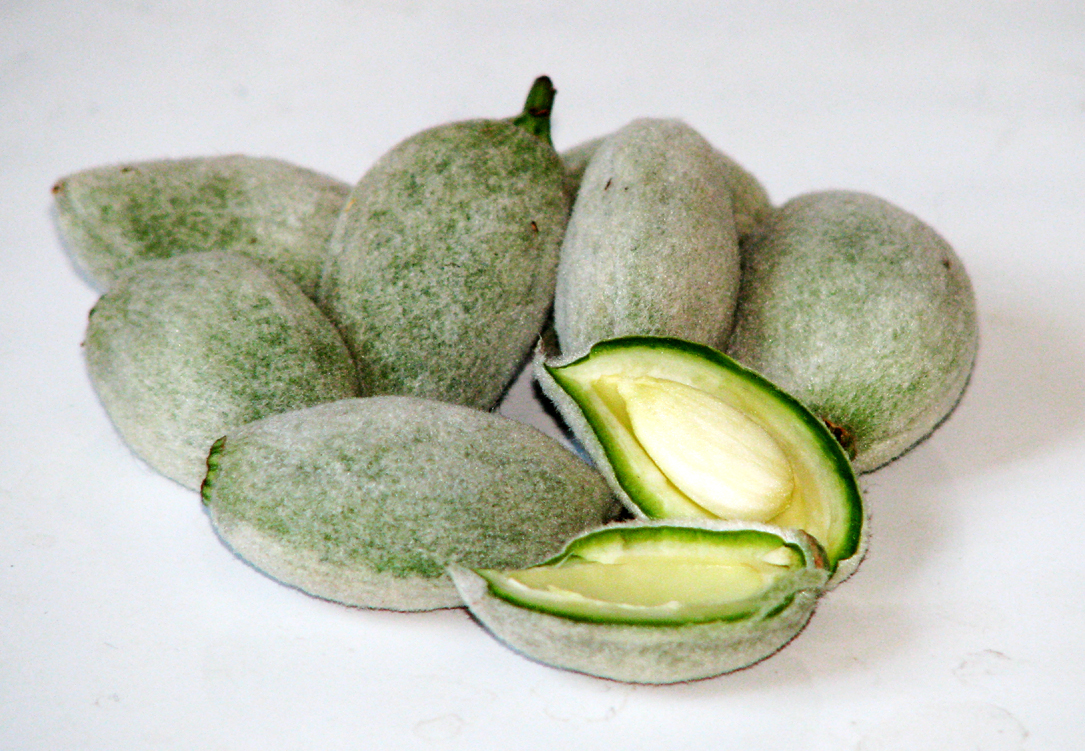
Зелені плоди з горіхом
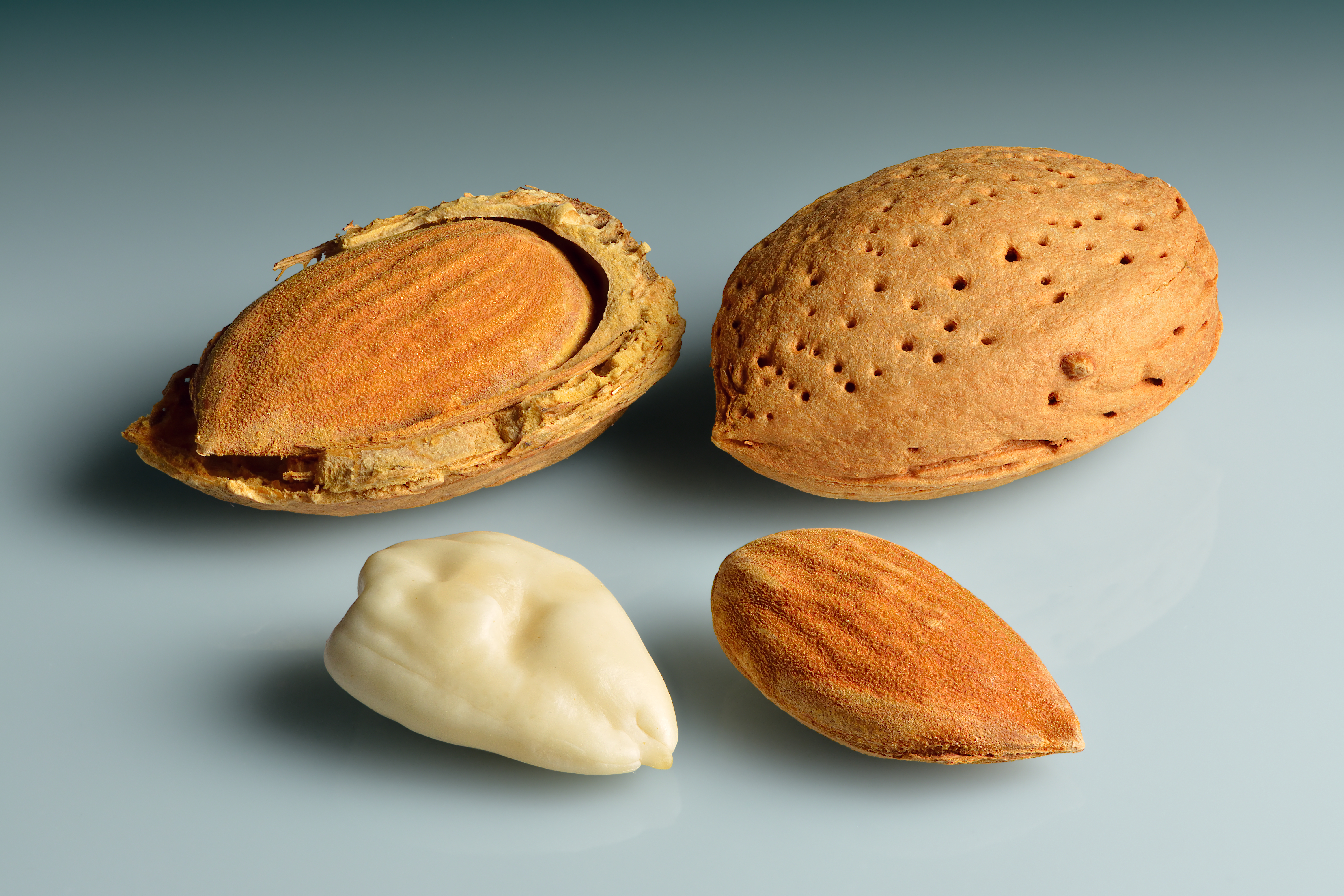
Мигдалевий горіх і мигдалина
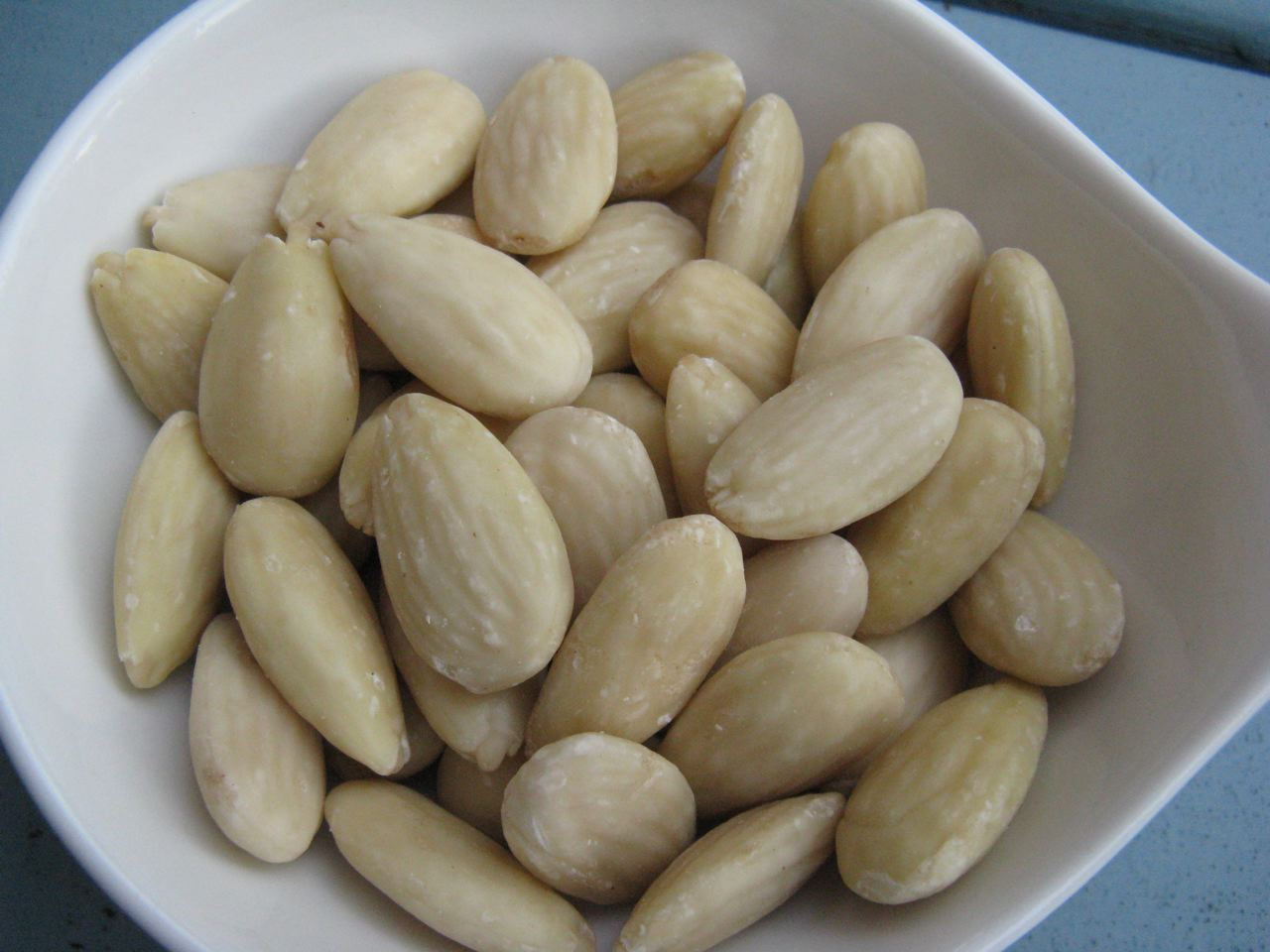
Бланшований мигдаль
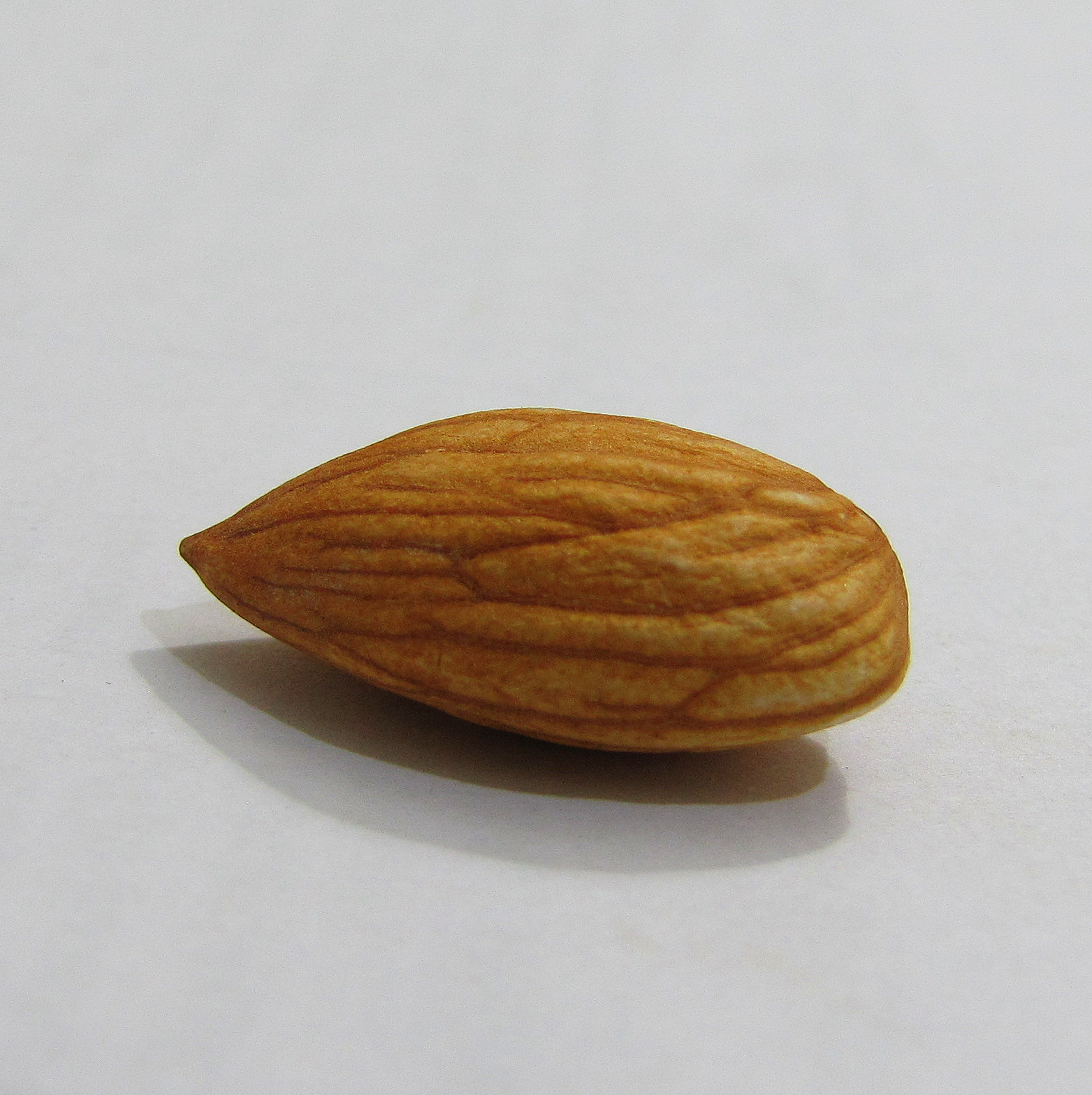
Мигдалина — ядро мигдалевого горіха.

## Харчування
Мигдаль буває двох видів: гіркий, що має сильний аромат, і солодкий — менш ароматний.
Через наявність синильної кислоти і гіркий смак гіркого мигдалю рекомендується, щоб його кількість у кулінарних виробах була не більше 4 % загальної маси виробу. Ядра мигдалю використовують, не звільняючи від оболонки. Якщо виникає необхідність її видалити, то мигдаль занурюють на кілька хвилин у окріп.
Порція мигдалю вагою 28,35 г (23 цілі горішки) містить:
- Калорії: 164
- Жири: 14, 1 г (насичені жири: 1 г, поліненасичені жири: 3,5 г, мононенасичені жири: 9 г, інші залишкові жири у незначній кількості)
- Холестерин: 0 мг
- Натрій: 0 мг
- Калій: 200 мг
- Вуглеводи: 6 г
- Клітковина: 3,5 г
- Цукор: 1 г
- Білки: 6 г

## Застосування в кулінарії
Насіння мигдалю солодкого використовують в їжу свіжим, підсмаженим, підсоленим, а також як прянощі при приготуванні різних виробів з тіста, солодощів, шоколаду, лікерів. ВУоно надає їжі тонкого смаку. Смажений солоний мигдаль добре доповнює напої. Шкаралупу мигдалевих кісточок вживають для ароматизації і поліпшення кольору бренді, лікерів, вин, з неї роблять активоване вугілля. Також з мигдалю готують рослинний молочний напій орчата.
Особливе місце займає мигдаль у китайському та індонезійському кухарствах, в якоих горіхи, мигдаль і цитрусові додаються до численних страв, особливо до рису, смаженої птиці, різних видів м'яса тощо.

## Застосування в медицині
Мигдаль — сировина для отримання жирної мигдалевої олії (лат. Oleum Amygdalarum) і насіння (Semen Amyglali dulcis). Насіння використовують для приготування насіннєвої мигдалевої емульсії, а макуху під назвою «мигдалеві висівки» застосовують як лікувально-косметичний засіб і для отримання «гірко-мигдалевої води».
З насіння мигдалю холодним або гарячим пресуванням отримують олію. Мигдалева олія використовується у харчовій, парфумерній, фармацевтичній промисловості. Вона служить розчинником камфори для ін'єкцій, основою для лікувальних і косметичних мазей (пом'якшує шкіру і має протизапальну дію), її призначають  внутрішньо, особливо дітям, як проносне, а у вигляді емульсій — як пом'якшувальний засіб.
Ядра солодкого мигдалю застосовували в народній медицині при анемії, цукровому діабеті, бронхіальній астмі, безсонні, мігрені, проти кашлю, при судомах; мигдалеву олію вживали внутрішньо як заспокійливе при хворобах серця, як протизапальний засіб при пневмонії і хворобах горла, при метеоризмі, як засіб, що підвищує апетит; зовнішньо — від пролежнів.[джерело?]

## Декоративне застосування рослин
Мигдаль інколи вирощується як декоративна рослина: його головна принада — білі, рожеві, червоні або пурпурові прості або махрові квітки, що рано розпускаються.

### Виробництво
| Світове виробництво мигдалю за роками (тис. тонн) | Світове виробництво мигдалю за роками (тис. тонн) |
| ------------------------------------------------- | ------------------------------------------------- |
| 1965                                              | 615                                               |
| 1970                                              | 687                                               |
| 1975                                              | 762                                               |
| 1980                                              | 926                                               |
| 1985                                              | 1152                                              |
| 1990                                              | 1321                                              |
| 1995                                              | 1019                                              |
| 2000                                              | 1468                                              |
| 2005                                              | 1839                                              |
| 2006                                              | 1999                                              |
| 2007                                              | 2215                                              |
| 2008                                              | 2435                                              |
| 2009                                              | 2362                                              |
| 2010                                              | 2539                                              |
| 2011                                              | 2005                                              |

| П'ятнадцять найбільших виробників мигдалю (тисяч тонн)       | П'ятнадцять найбільших виробників мигдалю (тисяч тонн) | П'ятнадцять найбільших виробників мигдалю (тисяч тонн) | П'ятнадцять найбільших виробників мигдалю (тисяч тонн) | П'ятнадцять найбільших виробників мигдалю (тисяч тонн) | П'ятнадцять найбільших виробників мигдалю (тисяч тонн) | П'ятнадцять найбільших виробників мигдалю (тисяч тонн) |
| Країна                                                       | 1985                                                   | 1995                                                   | 2005                                                   | 2009                                                   | 2010                                                   | 2011                                                   |
| ------------------------------------------------------------ | ------------------------------------------------------ | ------------------------------------------------------ | ------------------------------------------------------ | ------------------------------------------------------ | ------------------------------------------------------ | ------------------------------------------------------ |
| США                                                          | 352                                                    | 276                                                    | 703                                                    | 1162                                                   | 1414                                                   | 731                                                    |
| Іспанія                                                      | 287                                                    | 159                                                    | 218                                                    | 282                                                    | 221                                                    | 212                                                    |
| Іран                                                         | 59                                                     | 79                                                     | 109                                                    | 128                                                    | 158                                                    | 168                                                    |
| Італія                                                       | 105                                                    | 90                                                     | 118                                                    | 114                                                    | 108                                                    | 105                                                    |
| Марокко                                                      | 30                                                     | 45                                                     | 70                                                     | 104                                                    | 102                                                    | 131                                                    |
| Сирія                                                        | 34                                                     | 34                                                     | 229                                                    | 97                                                     | 73                                                     | 130                                                    |
| Туніс                                                        | 51                                                     | 35                                                     | 43                                                     | 60                                                     | 52                                                     | 61                                                     |
| Туреччина                                                    | 38                                                     | 37                                                     | 45                                                     | 55                                                     | 55                                                     | 70                                                     |
| Алжир                                                        | 10                                                     | 20                                                     | 45                                                     | 47                                                     | 39                                                     | 50                                                     |
| Греція                                                       | 57                                                     | 57                                                     | 48                                                     | 44                                                     | 33                                                     | 30                                                     |
| Афганістан                                                   | 9                                                      | 9                                                      | 15                                                     | 43                                                     | 56                                                     | 61                                                     |
| КНР                                                          | 13                                                     | 19                                                     | 25                                                     | 35                                                     | 38                                                     | 42                                                     |
| Ліван                                                        | 7                                                      | 28                                                     | 28                                                     | 30                                                     | 28                                                     | 36                                                     |
| Пакистан                                                     | 28                                                     | 49                                                     | 23                                                     | 26                                                     | 22                                                     | 21                                                     |
| Лівія                                                        | 15                                                     | 27                                                     | 25                                                     | 25                                                     | 30                                                     | 38                                                     |
| Джерело: Продовольча та сільськогосподарська організація ООН |                                                        |                                                        |                                                        |                                                        |                                                        |                                                        |